# Susan Orlean
Susan Orlean (Cleveland, 31 octobre 1955) est une journaliste et autrice américaine. 

## Biographie
Elle est l'autrice du livre The Orchid Thief, qui a inspiré le film Adaptation.